# الحياة اليومية في قرية سورية (فلم)
الحياة اليومية في قرية سورية (بالإنجليزية: Everyday Life in a Syrian Village) هو فيلم وثائقي تم إنتاجه في سوريا وصدر في سنة 1974. الفيلم من إخراج عمر أميرلاي وكتابة سعد الله ونوس. وتمت ترجمته الى اللغة الفرنسية. 
كان الفيلم متقدماً على عصره وبارزاً في تاريخه من حيث العرض والمحتوى والإخراج، لأنه تميز بجرأته في كشف الواقع وتعريته، حيث سلط الضوء على طريقة تعامل الدولة مع القضايا الاجتماعية والاقتصادية بعد تنفيذ الإصلاح الزراعي وتطبيق القوانين الجديدة التي كانت قد تم استحداثها في تلك الفترة. وهو يعتبر الفيلم التسجيلي الأول الذي انتقد بشكل صريح الإهمال الذي كان يعاني منه الإنسان  المهمش في سوريا متمثلا في قرية مويلح شمال دير الزور.

## التوثيق الفني وواقع الفلاحين
يوثق الفيلم، كما يعكس عنوانه، الهموم اليومية المليئة بالمعاناة والقهر المدفون. ويحاول إظهار التباين العميق بين احترام الفلاحين للدولة وعقلية ممثليها تجاههم. وقد تم ذلك من خلال التوثيق اليومي لحياة البسطاء في قرية نائية، بالإضافة إلى مجموعة من المقابلات المنتقاة مع مزارعين وعاملين في مجال الصحة، ومقابلة موسعة مع ضابط شرطة القرية.
الإخراج كان ثورياً في تلك الحقبة، حيث استخدمت لقطات مفاجئة تتباطأ حتى تتوقف في كادر صادم. كما تم اختيار الموسيقى الشعبية، التي تمثل روح المكان، الظهور والاختفاء بشكل مفاجئ، بينما كانت الأصوات الواقعية تلتقط الوعي وتستحوذ عليه، من صوت الريح إلى صوت احتساء كوب الشاي أو سحب حبل البئر القديم. كل هذه العوامل الإخراجية المتطورة، وغيرها، جعلت الفيلم يمس الشعور ويكشف الواقع بشكل عميق.

## خاتمة الفيلم
في المشهد الأخير من الفلم، يظهر عجوز يتحدث بحرقة، راثيًا الواقع المتهالك، ثم يبدأ فجأة في تعرية صدره بضيق متصاعد، قبل أن يصرخ قائلاً: "جوعانين.. ميتين!". كان هذا الصراخ هو الصوت الأخير الذي يسمعه المشاهد، قبل أن تظهر الشاشة السوداء التي تحمل رسالة مكتوبة من شريكي العمل، عمر أميرلاي وسعدالله ونوس، التي تقول:
"علينا جميعاً أن ننخرط في النضال من أجل خلاصنا المشترك، ما من أيد نظيفة، ما من أبرياء، ما من متفرجين. إننا جميعاً نغمس أيدينا في وحل أرضنا، وكل متفرج هو جبان أو خائن."
تلك الرسالة التي تلمح إلى مسؤولية الجميع في مواجهة الواقع، تشدد على أن السكوت أو التفرج لا يعفي من المسؤولية، بل يزيد من خيانة الواقع.

## قيل عنه
- في تقرير موقع "eDmascus" بتاريخ 9/7/2011، ضمن فعاليات مهرجان الأفلام الفرنسية العربية، تم عرض الفلم، وقد تحدث المخرج نضال الدبس عن الفيلم قائلاً: «الفيلم عرض في السبعينيات في مهرجان كان قد نظمه النادي السينمائي، كان حدثاً استثنائياً عندما سمعنا بالسماح بعرض الفيلم، لكن للأسف الفيلم لم يعرض لأنه بعد الذهاب لمستودع المؤسسة العامة للسينما لجلب الفيلم ،لكن لم يكن هناك وجود لنسخة عن الفيلم، لكن رغم ذلك تم الحديث عن الفيلم للحضور وكأنه تم عرضه، الفيلم رغم مرور 38 عاماً عليه يملك حرية، فيه روح الشباب لدى "عمر"، استطاع كسينمائي موجود في مكان بعيد ونائي بخلق صلة مع هؤلاء الناس ويدخل إلى أعماقهم رغم قسوة المكان الموجودين فيه، خلق علاقة على المستوى الإنساني لتصل الصورة التي تملك القدرة لتمثل التمثيل الأجمل، فبخلقه هذه العلاقة بينهم يجسد روح الفلاح الموجود في شخصيته».[3]
- والمخرج عروة نيربية قال: «أسأل نفسي كل يوم ماذا كان عمر ليقول هذا المساء، ثم يحضر عمر بتجانسه المعتاد بوضوحه المستمر وبصوت جوهري من النور بدون مساواة، بأناقة وثائقية يفعل "عمر" ذلك، هكذا هو "عمر" كلما شعر بلحظة الخوف من أن يعبّر يحمر وجهه فيصمت ليعود في اليوم التالي فيتحدث، كان صراعه مع الخوف مستمراً وكان ينتصر عليه كل يوم ، يوماً بعد يوم، أترون اليوم صورة انتصار "عمر" الأول على خوفه، خوفنا جميعاً سترون اليوم مخاف رقيب بعده رقيب من أن ترون، سترونه اليوم لأن رقيباً أخير قد خاف، سترون ما يفعله تكنين الفن النقدي كم هو يضيع الفرص، اليوم إكراماً لـ"عمر" أميرالاي السينما أمير حرية الصوت والصورة، الذي نسج السينما بموهبة بماء الفرات الذي ينسج الخضرة حوله، الذي راقب الناس من شباك بيته في "الصالحية" ثم في" شارع الباكستان" ولم يمت هماً، اليوم أدعو الجميع إكراماً لـ"عمر" ولعمرات آخرين سيأتون ولآخرين كثيرين مضوا ولأرواحهم الطاهرة، إلى رفض الوصاية على عيوننا وأذاننا وعقولنا، الحرية للسينما والفخر لعمر حيث هو اليوم».[3]
- والدكتور حسان عباس فقال: «للفيلم أهمية في مسيرة "عمر" السينمائية، فالشارة الرئيسية في قناة "mbc" يوجد فيها لقطة من هذا الفيلم، أما أهميته في حياته السينمائية فاعتمد على عدة مشاهد من هذا الفيلم في أفلام أخرى، فنقطة الماء التي تتسرب من المحرك نجدها في فيلم "سعدالله ونوس"، واعتمد "عمر" على المفارقة في أفلامه، والنقطة الأخرى التي أود ذكرها هي أهمية الفيلم السياسية وله علاقة بالمفارقة في الواقع السياسي وليس في السينما، لقط المشكلة الأساسية السياسية في الحياة السورية بعد عام 1963 وهي القطع والفصل والانفصال والابتعاد والتغريب ما بين السلطة و الشعب، السلطة التي تريد أن تصلح نفسها والشعب الذي يريد الأفضل، فالضابط في الفيلم يريد أن يستثمر الوضع العشائري وهي السلطة، ويريد أن يصلح العشيرة».[3]

## الجوائز
- مهرجان برلين السينمائي الدولي - جائزة إنترفيلم - جائزة أوتو ديبيليوس السينمائية، 1976.
- جائزة خاصة من لجنة التحكيم - مهرجان تولون، 1976.[4]

## روابط خارجية
- مقالات تستعمل روابط فنية بلا صلة مع ويكي بيانات